# Canjiquinha
La canjiquinha, conosciuta anche come quirera de milho ou péla égua, una ricetta brasiliana tipica dello stato di Minas Gerais che si prepara utilizzando il mais triturato grossolanamente (quirera), lessato con costine di maiale e altre spezie. Ne esistono diverse ricette, meno comuni, fatte con carne bovina, pollo o salsiccia. Normalmente è servita in un piatto fondo, o una ciotola, accompagnata da cavolo tritato fine, soffritta in padella o con peperoncini. Nel Paraná, la stessa preparazione è nota con il nome di quirera de suã.
La vera origine della canjiquinha è sconosciuta, ma ci sono documenti che testimoniano della sua esistenza fin dal 1749. A grandi linee, può essere considerata una varietà dello xerém, nome dato in Portogallo e in altre regioni a vari piatti della cucina luso-brasiliana basati sul mais spezzato e bollito.